# Hushan

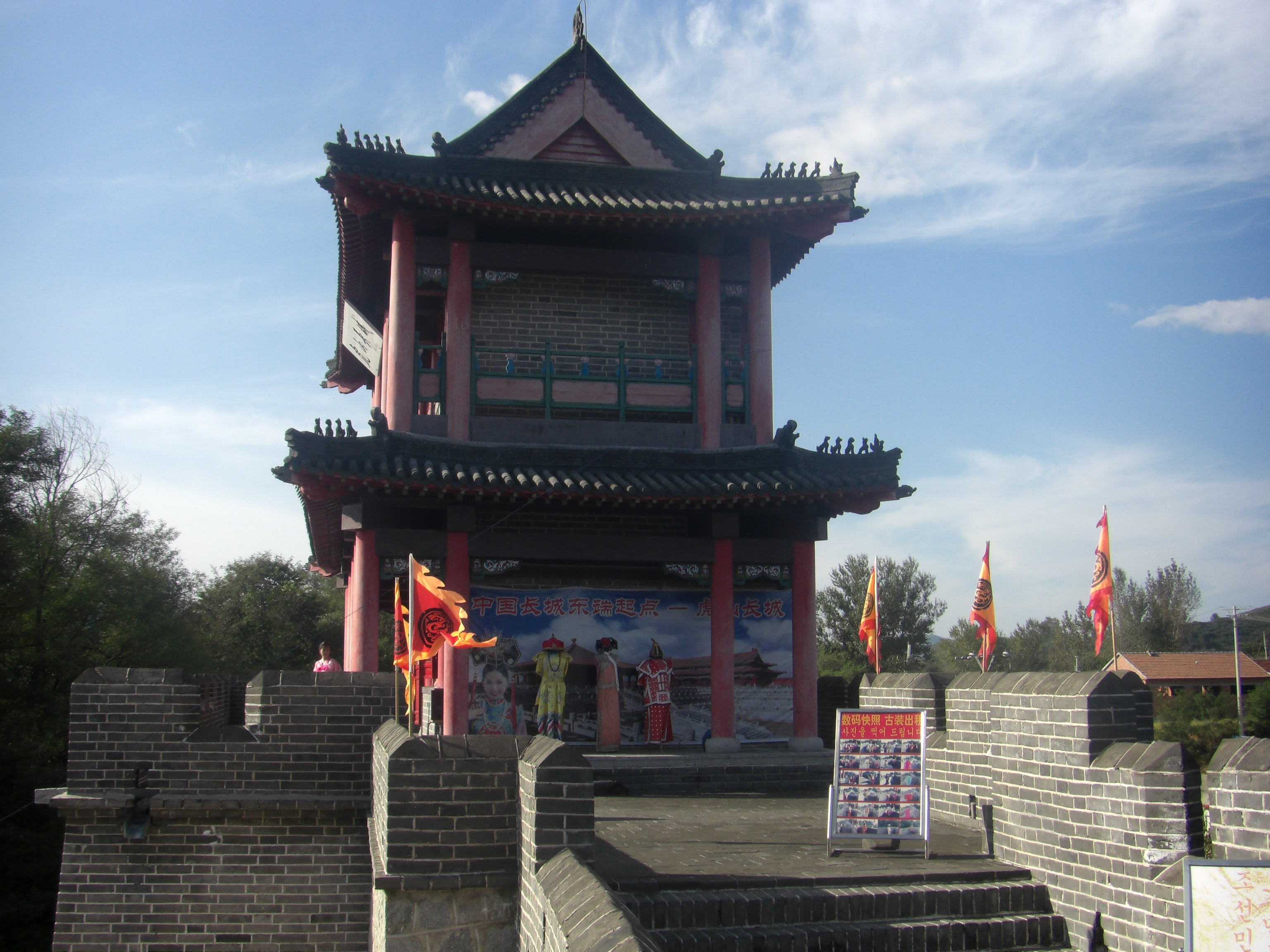
Hushan

Hushan (chinesisch 虎山长城, Pinyin Hǔshān chángchéng – „Große Mauer von Hushan“) ist ein Abschnitt der Chinesischen Mauer im Kreis Dandong in der Provinz Liaoning und der Abschnitt am äußersten östlichen Ende der Großen Mauer.

## Überblick

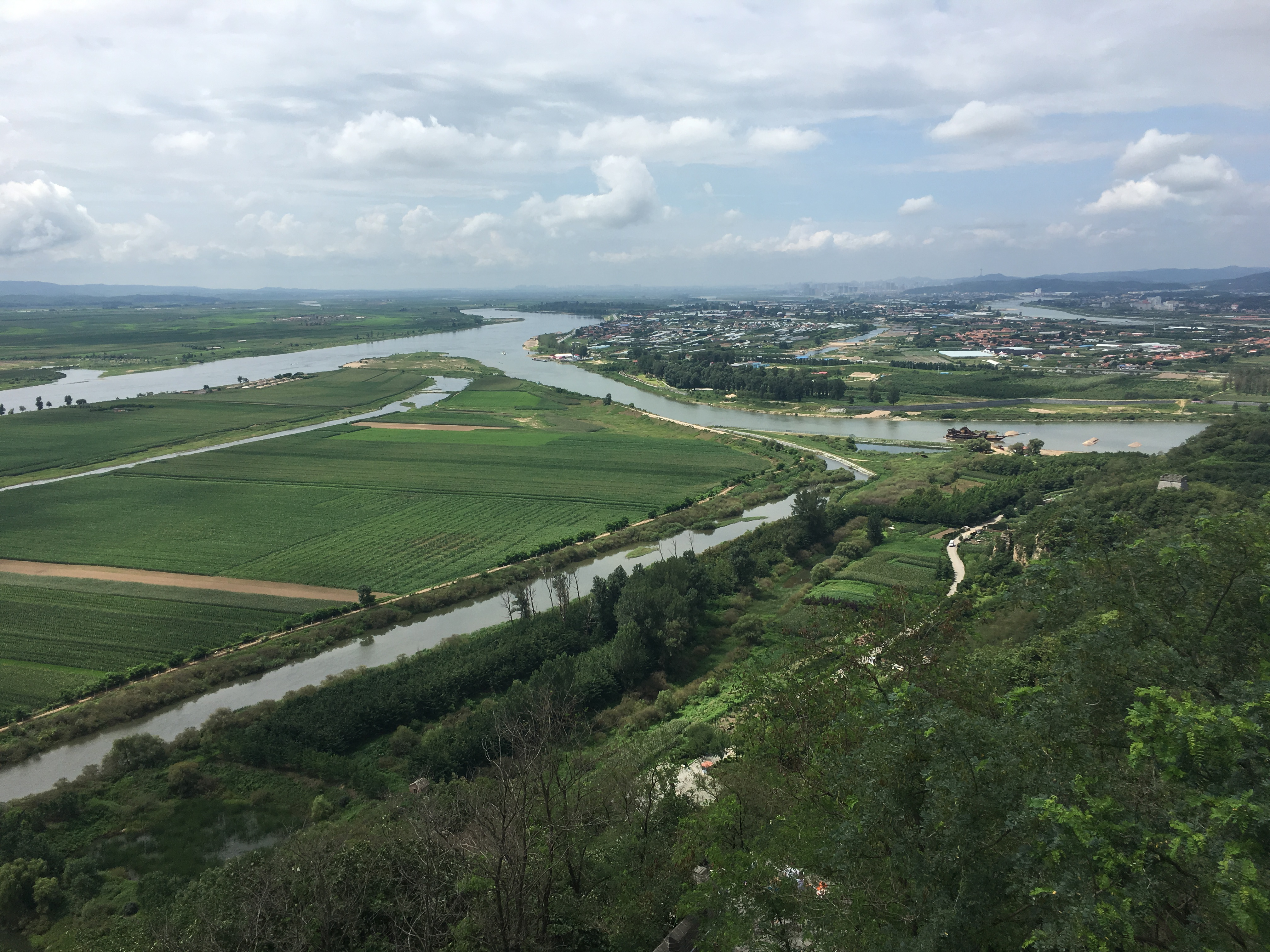
Blick über das Grenzgebiet zu Nordkorea in Richtung Dandong von der Mauer aus

Hushan liegt etwa 20 km von Dandong entfernt am Zusammenfluss des Yalu mit seinem Nebenfluss Badao He, direkt an der Grenze zu Nordkorea. Das Gebiet liegt auf einem etwa 4 km² großen Hügelkomplex, der einen weiten Blick über die umgebende Ebene bietet. Aufgrund der Ähnlichkeit mit den aufgerichteten Ohren eines Tigers wird der Hügel auch „Tigerberg“ genannt. Die Anlage wurde 1469 in der Ming-Dynastie erbaut.

## Entdeckung
Nach Luftbilduntersuchungen im Grenzgebiet von China und Nordkorea wurde 1989 ein 600 m langer Abschnitt der Großen Mauer im Kreis Kuandian freigelegt. Nachdem die die Arbeitsgruppe um den Wissenschaftler Luo Zhewen erkannte, dass hier ein bisher nicht bekannter, sehr weit östlich liegender Abschnitt der Mauer vorlag, wurden im Gebiet der Städte Fushun, Shenyang, Liaoyang und Anshan weitere Untersuchungen durchgeführt, die eine Verbindung zum an der Grenze der Provinzen Jinzhou und Hebei liegenden Mauerübergang Shanhaiguan nachwiesen. Diese Entdeckung vergrößerte auf einen Schlag die Länge der bekannten Mauer um mehr als 1.000 km und zwang dazu, die bisher gelehrte Geschichte der Mauer zu überdenken, vor allem die bisherigen Annahmen um den Beginn der Mauer am Shanhaiguan.

## Ausgrabungen
1990 begannen die Ausgrabungsarbeiten am östlichen Ende der Mauer. Bis 1992 waren 3.800.000 Yüan investiert worden, um das Ostende der Mauer wieder instand zu setzen und mehr als 600 m der Mauer zu restaurieren. Im Jahr 2000 betrugen die Kosten bereits 22.300.000 Yüan, und mehr als 1.000 m der Mauer waren wieder aufgebaut.

## Diskussion

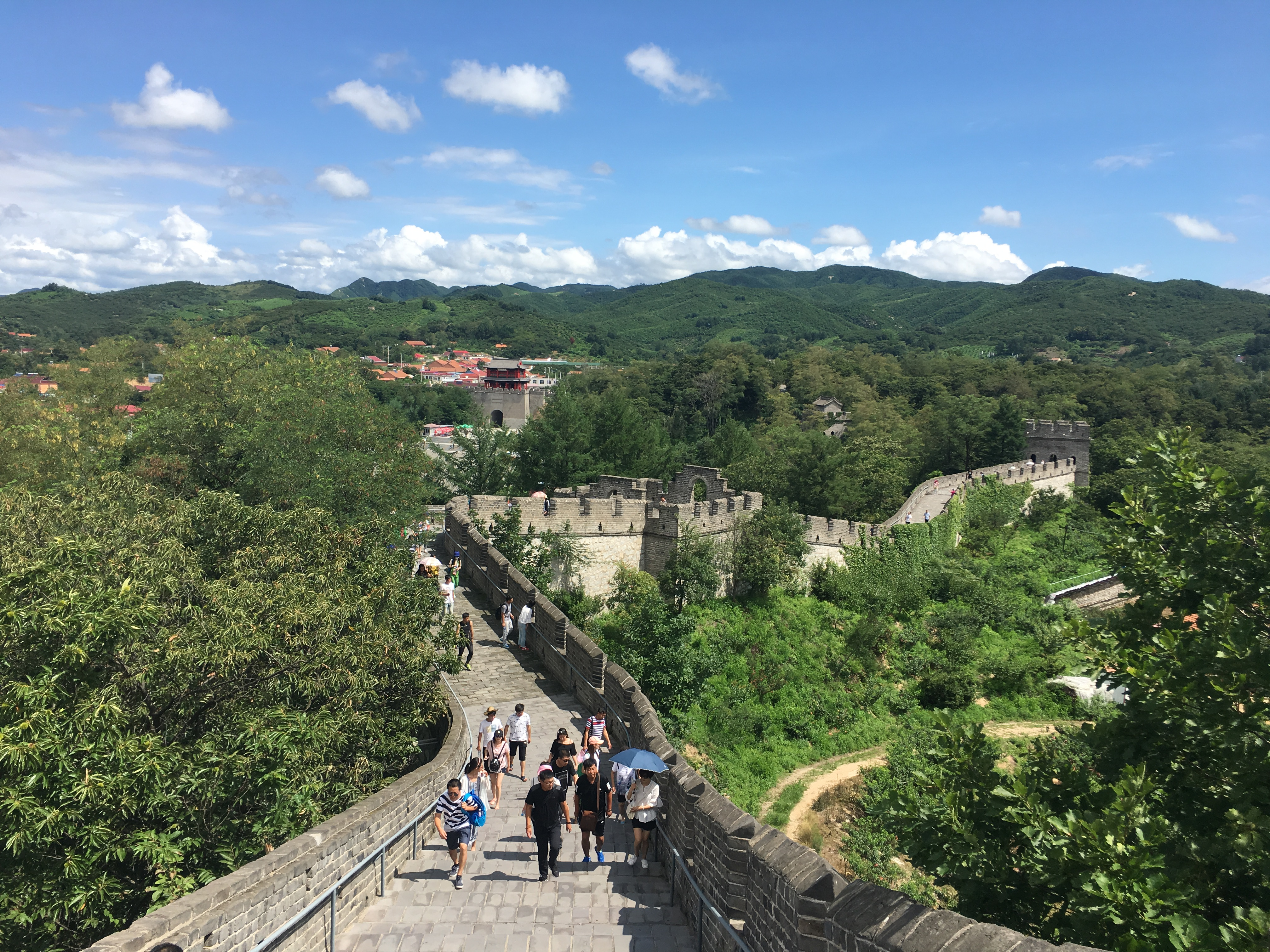
Touristisch erschlossener Abschnitt der Mauer in Hushan

Im August 2003 kam der Amateurarchäologe Li Yazhong nach einer Untersuchung des Hushan-Abschnittes zum Schluss, dass der aus behauenem Naturstein bestehende Abschnitt, der nicht über die für die mingzeitliche Mauer charakteristischen Reste von Ziegelbauten verfügt, sehr große Ähnlichkeiten zu der in Liaodong liegenden Großen Mauer der Yan-Zeit aufweist. Dies legt seiner Meinung nach nahe, dass der Hushan-Abschnitt zu einer „Großen Mauer der Yan“ (燕长城) gehört, wie sie etwa im Kreis Jianping erhalten ist, jedoch nicht zur Ming-zeitlichen Großen Mauer („Glänzende Große Mauer“, 明长城). Aus diesem Grund kann die Mauer von Hushan als der östliche Anfang der Chinesischen Mauer bezeichnet werden, es ist nach der Meinung Li Yazhongs jedoch nicht der Anfang der in der westlichen Welt so bekannten Ming-Mauer.